# Ringtones
Ringtones (dawniej Hot Ringtones) – publikowana od 6 listopada 2004 roku, jedna z wielu list przebojów regularnie opracowywanych przez amerykański magazyn muzyczny Billboard. Tworzona jest w oparciu o system RingScan, część Nielsen Mobile.
Notowanie składa się z 40 pozycji, na których plasują się najpopularniejsze dzwonki telefoniczne; dane dotyczące ich sprzedaży pochodzą od największych dystrybutorów.
9 grudnia 2006 roku w Billboard zamiast Hot Ringtones ukazało się nowe notowanie, Hot RingMasters. Od tego czasu zestawienie jest publikowane wyłącznie na stronie internetowej magazynu.